# Reinhold Geheeb
Reinhold Geheeb (* 23. Dezember 1872 in Geisa; † 7. Februar 1939 in München) war ein Mitarbeiter des Albert-Langen-Verlags in München. Er arbeitete auch als Redakteur der Satirezeitschrift Simplicissimus.

## Leben
Geheeb, Sohn des Botanikers Adalbert Geheeb und jüngerer Bruder des Reformpädagogen Paul Geheeb, war promovierter Romanist. Seit 1. August 1897 beim Albert Langen Verlag angestellt, war er von 1901 bis 1924 neben seinem Freund Ludwig Thoma Hauptredakteur des Simplicissimus. Er soll zahlreiche Bildunterschriften verfasst haben, die jedoch nicht namentlich gekennzeichnet sind. Damit prägte er über Jahre hinweg den Stil des Simplicissimus. 1906 wurde er mit Korfiz Holm und den Zeichnern Teilhaber der neu gegründeten der Simplicissimus-Verlags-GmbH. 
Wie Korfiz Holm war Geheeb nach Albert Langens Tod 1909, Mitglied des Kuratoriums, das den Buchverlag in Vertretung der minderjährigen Erben leitete. 1918 wurde er Teilhaber des Albert Langen Verlags. 1924 schied er aus der Redaktion und der Simplicissimus-Verlags-GmbH aus. Sein Nachfolger wurde Hermann Sinsheimer. Geheeb arbeitete danach für den Albert Langen Literaturverlag.

## Schriften
- Prosthetisches a und s im Rumänischen, Diss. Leipzig 1898
- Hg. mit Ludwig Thoma: Die 411 besten Witze des Simplicissimus. München: Langen 1908
- Standarten wehn und Fahnen. München: Langen 1914